# De todas maneras Rosa
De todas maneras Rosa (En inglés: Love Gone Crazy) es una telenovela venezolana producida y transmitida por la cadena Venevisión para el año 2013, y distribuida internacionalmente por Venevisión International. Escrita por Carlos Pérez, dirigida por Yuri Delgado y producida por Carolina De Jacovo.
Protagonizada por Marisa Román y Ricardo Álamo, y con las participaciones antagónicas de Norkys Batista y Gustavo Rodríguez. Cuenta además con las actuaciones estelares de Luciano D' Alessandro, Adrián Delgado, Nohely Arteaga y Antonio Delli. 
Las grabaciones empezaron el 29 de enero de 2013.

## Sinopsis
Esta telenovela cuenta la historia de amor entre Rosa María Bermúdez (Marisa Román) y Leonardo Alfonso Macho-Vergara (Ricardo Álamo). Debido a un trágico suceso, Rosa empieza a sufrir cambios en su mente que, extrañamente, la vuelven más simpática, inteligente y encantadora. Los médicos que estudian su caso concluirán que esas manifestaciones no son indicios de su fortaleza frente a la tragedia, sino más bien las pruebas de un trastorno mental. La pareja acaba separándose.
Diez años más tarde, Rosa conoce a Luis Enrique (Antonio Delli), un joven homosexual que oculta su orientación a su familia. Para ello, Luis Enrique contrata a Rosa para que finja ser su novia frente a su padre y sus hermanos. Rosa acepta, sin sospechar que le espera un reencuentro con Leonardo Alfonso, quien resulta ser el hermano mayor de Luis Enrique.
No obstante, la mayor sorpresa que reciba Rosa llegará cuando compruebe que el mundo de los "cuerdos" convierte en basura a los pacientes psiquiátricos. A partir de ese momento, tendrá que demostrar que a menudo las personas "normales" están más chifladas que las que habitan los manicomios, y mientras lucha por recuperar su cordura, le dejará claro a la humanidad que los locos también tienen derecho al amor.

## Elenco
- Marisa Román - Rosa María Bermúdez
- Ricardo Álamo - Leonardo Alfonso Macho-Vergara Estévez
- Norkys Batista - Andreína Vallejo
- Luciano D' Alessandro - Felisberto Macho-Vergara Estévez
- Gustavo Rodríguez - Anselmo Macho-Vergara / Braulio Arteaga
- Nohely Arteaga - Santa Bermúdez
- Adrián Delgado - Carlos Arturo Ruiz
- Antonio Delli - Luis Enrique Macho-Vergara Estévez
- Juliette Pardau - Patricia "Patty" Macho-Vergara Estévez
- Gabriel López - Reinaldo Bermúdez
- Yuvanna Montalvo - Inocencia Bermúdez
- Beba Rojas - Ada Luz Campanero
- Alexander Da Silva - Rafael "El Turco" Chirinos
- Andrés Gómez - Enzo Rinaldy
- Juan Carlos Gardié - Lamberto Benítez
- Virginia Urdaneta - Alma Blanca Bermúdez
- Roberto Lamarca - Genaro Barreto
- Marisol Matheus - Dra. Florinda
- Manuel Salazar - Leocadio Ramos
- Nattalie Cortéz - Sofía Vallejo
- Yugui López - Fidias Márquez
- María Antonieta Ardila - Helena Estévez de Macho-Vergara
- Violeta Alemán - Elvira
- Adriana Romero - Magaly Quiroz
- Miguel Augusto Rodríguez - Eduardo Revete
- Janset Rojas - Auristela Fullop
- Erick Ronsó - Ramón Sarmiento
- Jose Vicente Pinto - Tomás Arnaldo Robles
- Zhandra De Abreu - Estela Bellomo
- Michelle Taurel - Luisa "Lucha" Evarista Martínez González
- Francisco Medina - Ricardo "Auyantepui" Moncho
- José Romero - Benito Castañeda
- Jorge Torres - Esteban De Jesús Contreras
- Germán Anzola - Dr. Fonseca
- Lilver Tovar - Bertha
- Juán Hernández - Richi
- María Antonietta Uribe - Silvia
- Karla Pumar - Violetta
- Sareni Siplenko - Karla
- Cristal Fernández - Vicky.
- Gabriel De Jesús - Pedro Antonio "Pedrito" Macho-Vergara / Asdrúbal Soto Bermúdez
- Luis Palma - Anselmo "Anselmito" Macho-Vergara Quiroz
- Guillermo Roa - Raymundo Macho-Vergara Quiroz
- Miguel Ángel Aguiar - Carlos "Carlitos" Macho-Vergara Fullop
- Grecia Navas - Dra. Rita
- Yul Bürkle - Asdrúbal Soto
- Imperio Zammataro - Profesora de la universidad
- Daniel Uzcátegui - Él mismo
- Verónica Méndez - Patricia "Patty" Macho-Vergara Estévez (Niña)
- Eulalia Siso - Pasajera de autobús
- Jesús León - Dueño del camión que robó Rosa
- Asier Brightman - Empleado de la casa de empeño
- Daniela Maya - Rosa Cordero
- Viviana Ramos - Licenciada
- Guillermo Pérez - Raúl
- Nelson Farías - Miguelito
- Deive Garcés - Ignacio
- Ray Torres - Miguel
- Levy Rossell - Señor juez
- Carlos Pulido - Asdrúbal (Niño Huérfano)

## Premios y nominaciones
| Año  | Premiación    | Categoría                        | Nominados             | Resultados |
| ---- | ------------- | -------------------------------- | --------------------- | ---------- |
| 2013 | Premios Inter | Telenovela del año               | Telenovela del año    | Nominada   |
| 2013 | Premios Inter | Guion original                   | Carlos Pérez          | Nominado   |
| 2013 | Premios Inter | Actor principal                  | Luciano D' Alessandro | Ganador    |
| 2013 | Premios Inter | Actriz principal                 | Marisa Román          | Nominada   |
| 2013 | Premios Inter | Actor de reparto                 | Gustavo Rodríguez     | Nominado   |
| 2013 | Premios Inter | Actor de reparto                 | Antonio Delli         | Nominado   |
| 2013 | Premios Inter | Actor de reparto                 | Gabriel López         | Nominado   |
| 2013 | Premios Inter | Actriz Revelación                | Yuvanna Montalvo      | Ganadora   |
| 2013 | Premios Inter | Actriz Revelación                | Juliette Pardau       | Nominada   |
| 2013 | Premios Inter | Canción original para telenovela | Gabriel López         | Ganador    |
| 2013 | Premios Inter | Director Ejecutivo               | Yuri Delgado          | Nominado   |
| 2013 | Premios Inter | Escritor de telenovela           | Carlos Pérez          | Nominado   |
| 2013 | Premios Inter | Villano/a del año                | Norkys Batista        | Nominada   |
| 2013 | Premios Inter | Vestuario                        | Anick Corro           | Nominada   |

## Muertes
- Asdrúbal Soto: muere en la explosión del auto junto a su tío.
- Tío de Asdrúbal: muere en la explosión del auto junto a Asdrúbal.
- Lamberto Benítez: es asesinado por Andreína por querer chantajearla con dinero por la información del hijo de Rosa. Lo asesina de un disparo a la cabeza.
- Inspector Ramón Sarmiento: es asesinado por Andreína porque descubrió que ella tenia un hijo de 9 años y que había cometido algunos crímenes. Lo asesina de 6 disparos al pecho.
- Sofía Vallejo: es asesinada por su propia hija cuando esta la amenazo con contarle la verdad sobre su hijo a Leonardo Alfonso. La asesina envenenándola con una copa de vino.
- Periodista Rojas: es asesinado por Andreína cuando descubrió que este le contó varias cosas sobre ella a Anselmo y no le convenía que siguiera vivo contando sus secretos. Lo asesina atropellándolo con su auto.
- Miguel: es asesinado por Andreína cuando quiso extorsionarla con dinero y porque ya le había contado todo sobre ella a Anselmo. Lo asesina golpeándole la cabeza varias veces con una llave de cruces.

## Acontecimientos
- Andreína Vallejo: termina en la cárcel completamente desquiciada.
- Anselmo Macho-Vergara: termina solo, deambulando por las calles, sin una pierna y con el rostro desfigurado.
- Santa Bermúdez: termina en estado vegetal después de caer y golpearse la cabeza con la acera al tratar de huir de sus empleados los cuales estaba extorsionando.
- Ada Luz Campanero: termina en la cárcel por su complicidad con Anselmo y por haberse robado a Pedrito, el hijo de Rosa.
- Enzo Rinaldy: termina en la cárcel por querer tratar de matar a Reinaldo.
- Dra. Florinda: termina en la cárcel por su complicidad con Anselmo y por maltratar a los pacientes del psiquiátrico.
- Tomás Arnaldo Robles: termina en la cárcel por ser cómplice de Anselmo.

## Controversias
- En enero del 2014, la novela recibió una crítica del presidente Nicolás Maduro por una escena del personaje de Norkys Batista (Andreína Vallejo) donde asesina a su madre, pronunciándose sobre "los antivalores de la violencia que se transmiten en las telenovelas venezolanas", y con ello instruye a revisar toda la programación televisiva, por la pacificación nacional.[8]